# 太姬
太姬，是中國北齊一朝，尊封給皇后之母的封號，地位相當尊貴，位列長公主之上。此外，在南朝宋時，也曾改太妃為太姬。另周武王之长女/成王之姐。

## 沿革
陸令萱是北齊後主高緯的乳母，因幫助穆黃花登上皇后之位，被穆黃花認為義母並得封太姬，稱陸太姬。